# Jos Blockhuys
Joseph (Jos) Blockhuys (Vorselaar, 3 mei 1825 - Antwerpen, 25 januari 1907) was een Belgisch handelaar, bestuurder en redacteur.

## Levensloop
Blockhuis studeerde aan de Normaalschool te Lier, alwaar hij in 1848 afstudeerde als onderwijzer. Hierop aansluitend ging hij aan de slag als leerkracht te Muizen. In 1851 werd hij leerkracht te Schaarbeek, een functie die hij zou uitoefenen tot december 1863. Vervolgens werd hij hoofdredacteur van de liberale Antwerpse krant De Koophandel. Na zijn ontslag in april 1865 werd hij handelaar en vanaf 1877 was hij actief als onderbibliothecaris in de stadsbibliotheek te Antwerpen.
Voorts was Blockhuys betrokken bij de oprichting van de Onderwijzersbond en was hij lid van het Willemsfonds, het Nederduitsch Tael- en Letterkundig Genootschap, de Ligue de l'Enseignement, het Vlaemsch Midden-Comiteit, het Nederduitsch Taelverbond en Vlamingen Vooruit.